# Arceo (Burgos)
Arceo es una localidad española del municipio de Valle de Mena, perteneciente a la provincia de Burgos, en la comunidad autónoma de Castilla y León.

## Historia
Hacia mediados del siglo XIX, el lugar, ya por entonces perteneciente al ayuntamiento de Valle de Mena, tenía contabilizada una población de 94 habitantes. Aparece descrito en el segundo volumen del Diccionario geográfico-estadístico-histórico de España y sus posesiones de Ultramar de Pascual Madoz con las siguientes palabras:

ARCEO: ald. en la prov., aud. terr. y c. g. de Búrgos (18 leg.), part. jud. de Villarcayo (5), dióc. de Santander (15), ayunt. del Valle de Mena: sit. parte en llano y parte en una ladera; combatida por todos los vientos y con clima sano, aunque algo propenso á enfermedades catarrales. Tiene 35 casas de 15 á 25 pies de elevacion, algunas con piso alto y bastante separadas las unas de las otras, formando varias calles irregulares y sucias: su igl. bajo la advocacion de San Pedro Apóstol, es aneja de la de Vivanco y se halla servida por un cura párroco de este último pueblo. Dentro de la ald. hay una fuente de abundantes y esquisitas aguas, que aprovechan los vec. para su consumo doméstico. Confina el térm. por N. con la sierra de Ordunte, por E. con Concejero y Campillo, por S. con Vivanco, y por O. con Iruz, todos á la dist. de 15 á 20 minutos. El terreno es bastante fuerte y de mediana calidad, dividiéndose en primera, segunda y tercera suertes; de las cuales la primera contiene 50 fan. de sembradura, la segunda 60, y la tercera 80, que prod. de 6 á 8 por 1. Por la parte del NO. se eleva una cord. de montes formados por la citada sierra de Ordunte que acompaña en líneas paralelas á las peñas de la Complacera en toda la long. de la costa cantábrica, uniéndose y desuniéndose mas ó menos, segun los valles y desigualdades que encuentran en su carrera: criánse en ellos hayas, robles y otros varios árboles frutales: está fertilizado por las aguas del r. Ijuela, que pasa á 10 minutos del pueblo en direccion de N. á S., teniendo origen en Iruz y Leciñana. Los caminos son de servidumbre de pueblo á pueblo y se hallan en mal estado, cruzando tambien por él el ant. camino de Búrgos á Balmaseda: el correo se recibe de Villarcayo por balijero, los lúnes, juéves y sábados, y sale los domingos, mártes y viérnes: prod.: trigo, maiz, cebada y legumbres; ganado vacuno, lanar y cabrio; caza de liebres, perdices, codornices, osos, zorros, lobos y jabalies; y pesca de cangrejos y otros peces menores: ind.: 1 molino harinero, ocupándose los hab., ademas de los trabajos de la agricultura, en la estacion de ganados é introduccion de cereales, vino, aceite y otros art.: pobl.: 28 vec., 94 alm.: contr. con el valle de Mena.
(Madoz, 1845, pp. 471-472)

En 2022, tenía empadronados doce habitantes.

## Patrimonio
Hay en la localidad una iglesia de San Pedro Apóstol.